# Solapur
Solapur (o Solapur - ) è una città e una suddivisione dell'India, classificata come municipal corporation, di 873 037 abitanti, capoluogo del distretto di Solapur, nello stato federato del Maharashtra. Per numero di abitanti la città rientra nella classe I (da 100 000 persone in su) ed è la trentesima città indiana per popolazione. la sua estensione, compresi i suburbi, è di circa 300 km².
I suoi abitanti parlano prevalentemente la lingua marathi, in minor misura il kannada, ma anche il telugu e l'urdu.
Solapur è conosciuta come la "Manchester dell'India" per le sue industrie tessili, note in particolare per la produzione di chador e asciugamani; sono inoltre importanti i suoi cotonifici e la produzione di telai meccanici. Ospitava la seconda filanda più grande del mondo (la più grande dell'Asia).
La più importante divinità celebrata in città è Shri Siddheshwar, mentre ogni 14 gennaio si tiene la processione "Nandidhwaj", per la ricorrenza hindu del Makar Sankranti. Vi si tiene anche il "Gadda yatra", una fiera di relativa popolarità.

## Storia
Secondo tradizioni popolari, il nome "Solapur" deriverebbe dall'unione di due parole: "Sola" (sedici - numero) e "pur" (villaggi); la città attuale è del resto considerata estesa sui territori dei 16 precedenti villaggi di Aadilpur, Ahmedpur, Chapaldev, Fatehpur, Jamdarwadi, Kalajapur, Khadarpur, Khandervkiwadi, Muhammadpur, Ranapur, Sandalpur, Shaikpur, Solapur, Sonalagi, Sonapur e Vaidakwadi. Tuttavia non ci sono riscontri storici per questa teoria, mentre vi sono storici che ritengono invece che Solapur esistesse come villaggio a sé stante, con il nome di Sonnalgi, e che nel tempo si sia espanso sino alla forma attuale.
Nel maggio del 1930, dopo l'arresto del Mahatma Gandhi, anche Solapur fu pesantemente scossa, come il resto dell'India, da ondate di proteste e dimostrazioni, sfociate in questa città in sparatorie con la polizia in cui persero la vita molte persone. Per reazione furono assaltate le stazioni di polizia e i poliziotti dovettero scappare dalla città per salvarsi dall'ira della folla. Nel periodo immediatamente successivo (dal 9 all'11 maggio 1930), la responsabilità sulla legalità e sull'ordine pubblico fu assunta dai leader del partito Indian National Congress, in particolare da Tulsidas Jadhav, capo cittadino del partito, e fu una delle vicende più note del movimento d'indipendenza indiano. In relazione ai fatti di quel periodo furono decise le condanne a morte di Mallappa Dhanshetti, Abdul Rasool Qurban Hussein, Jagannath Bhagwan Shinde e Shrikisan Laxminarayan Sarada, che vennero impiccati il 12 gennaio 1931 nel carcere di Pune. Per questo Solapur è conosciuta anche come la "città degli Hutatmas" ("martiri").
Il comune di Solapur, nello stesso 1930, era stato il primo in tutta l'India ad issare la bandiera nazionale sulla residenza municipale, realizzata da Mallappa Warad. Warad, che era stato anche uno dei primi importatori di trattori agricoli in India, desiderava infatti che l'edificio fosse adibito ad usi pubblici e così ne fu fatta la sede del municipio. Il palazzo si chiama anche "Indrabhavan" (adobe di Indra). Warad, che fu un buon amico del Lokmanya Tilak, era stato uno dei dieci membri della locale camera di commercio, durante il regno della regina Vittoria. A lui è dedicata una statua a grandezza naturale e la sua casa in Mangalwar Peth è oggi un museo che ne raccoglie libri, riviste, statue d'avorio, armi ed altre memorie.

## Geografia fisica
La città è situata a 17° 40' 60 N e 75° 55' 0 E e ha un'altitudine di 457 m s.l.m. Sorge sul confine fra gli Stati di Maharashtra e Karnataka.

## Società

### Evoluzione demografica
Al censimento del 2001 la popolazione di Solapur assommava a 873 037 persone, delle quali 444 885 maschi e 428 152 femmine. I bambini di età inferiore o uguale ai sei anni assommavano a 114 281, dei quali 59 203 maschi e 55 078 femmine. Infine, coloro che erano in grado di saper almeno leggere e scrivere erano 585 222, dei quali 335 833 maschi e 249 389 femmine.

## Amministrazione

### Gemellaggi
Solapur è gemellata con tre città:
- Città del Guatemala, Guatemala
- Shaoxing, Cina
- Kandy, Sri Lanka

## Galleria d'immagini

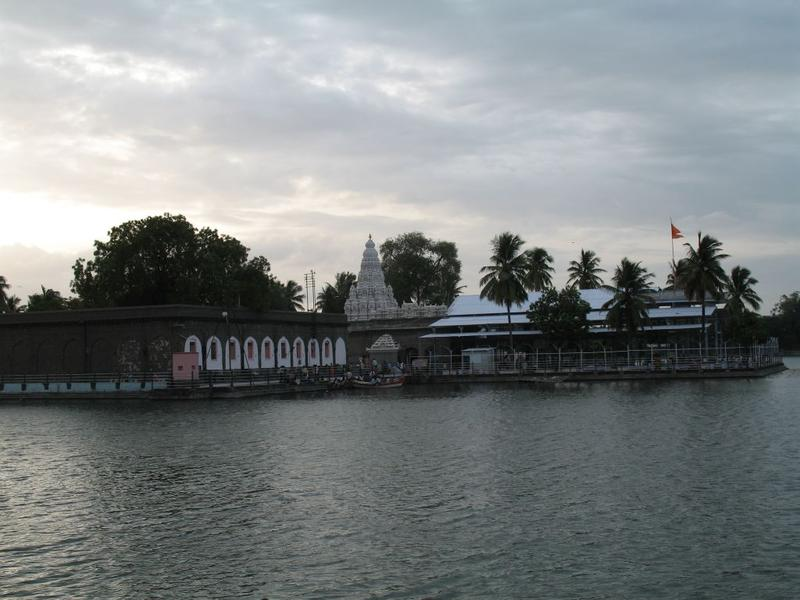
Il tempio di Shri.Siddheshwar
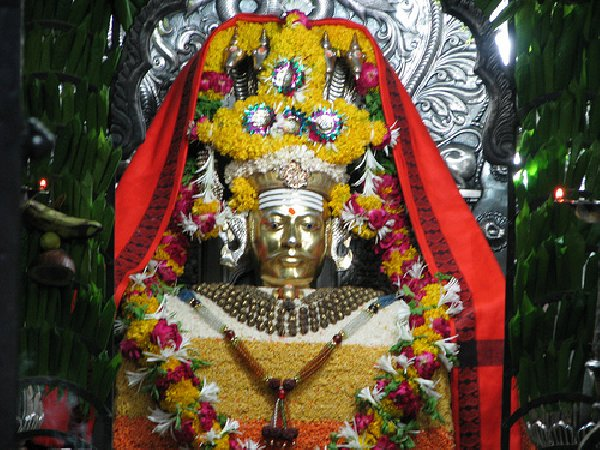
Shri.Siddheshwar nel tempio
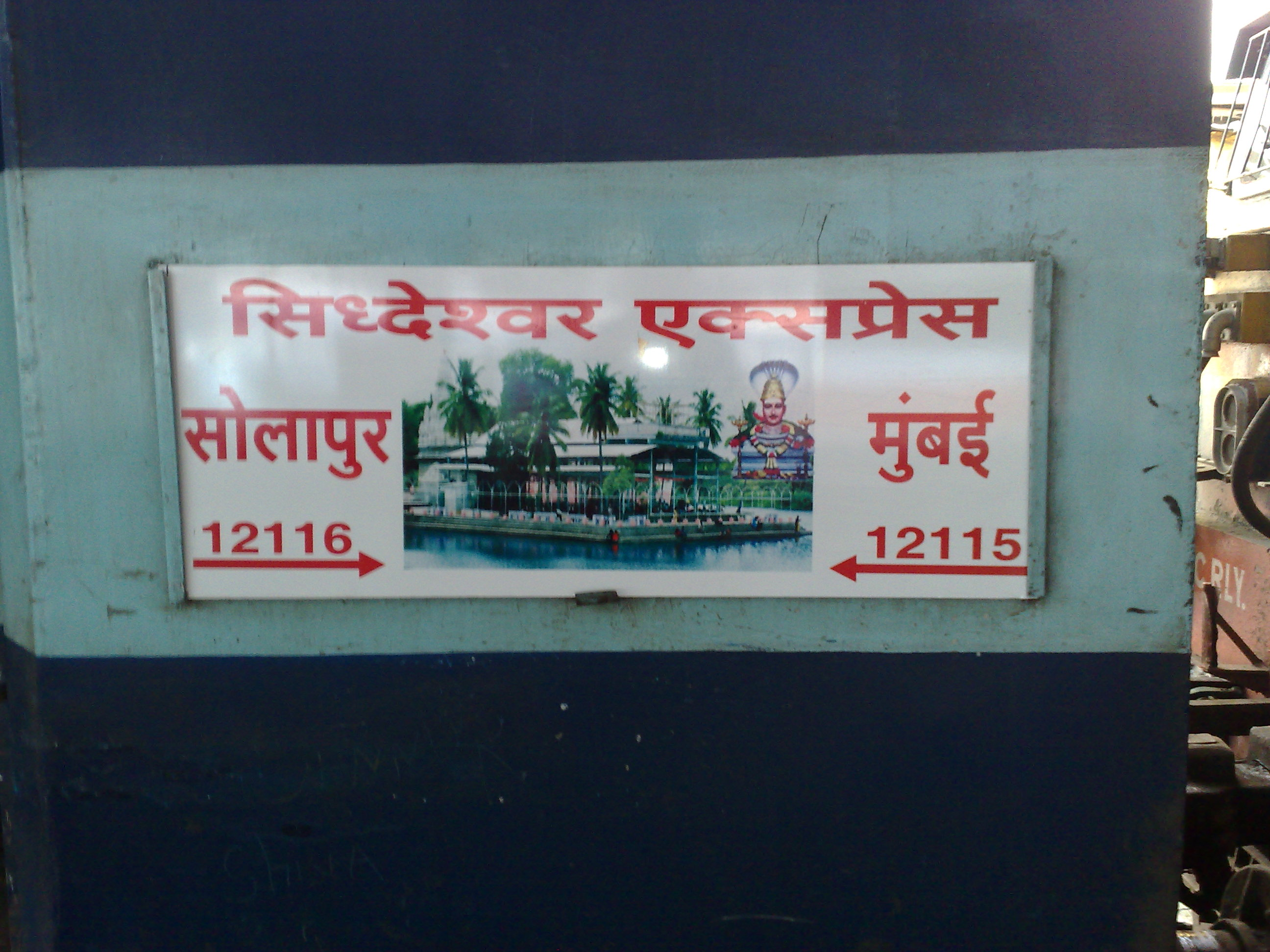
Il treno Siddheshwar Express
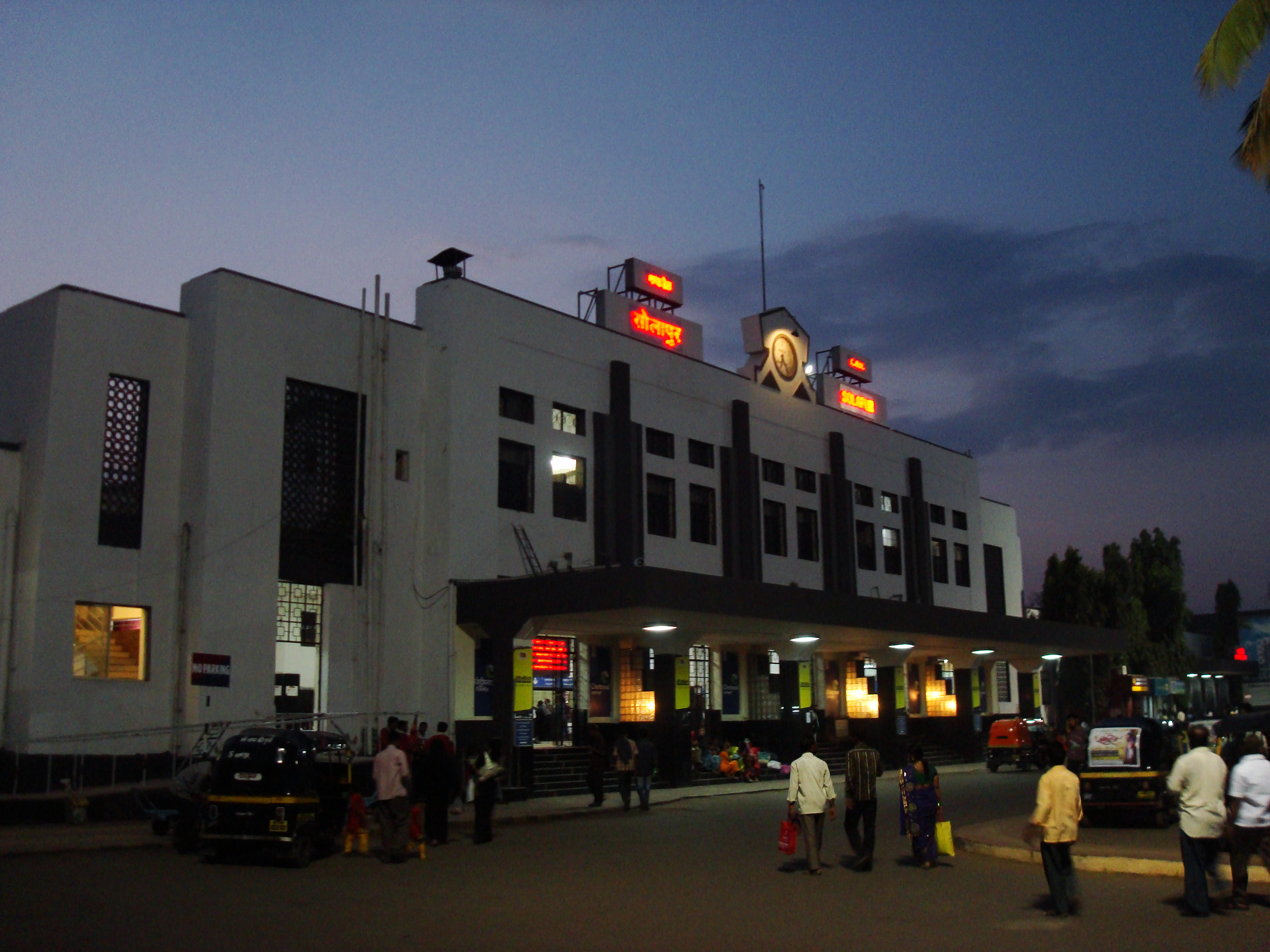
Ingresso principale della stazione ferroviaria di Solapur
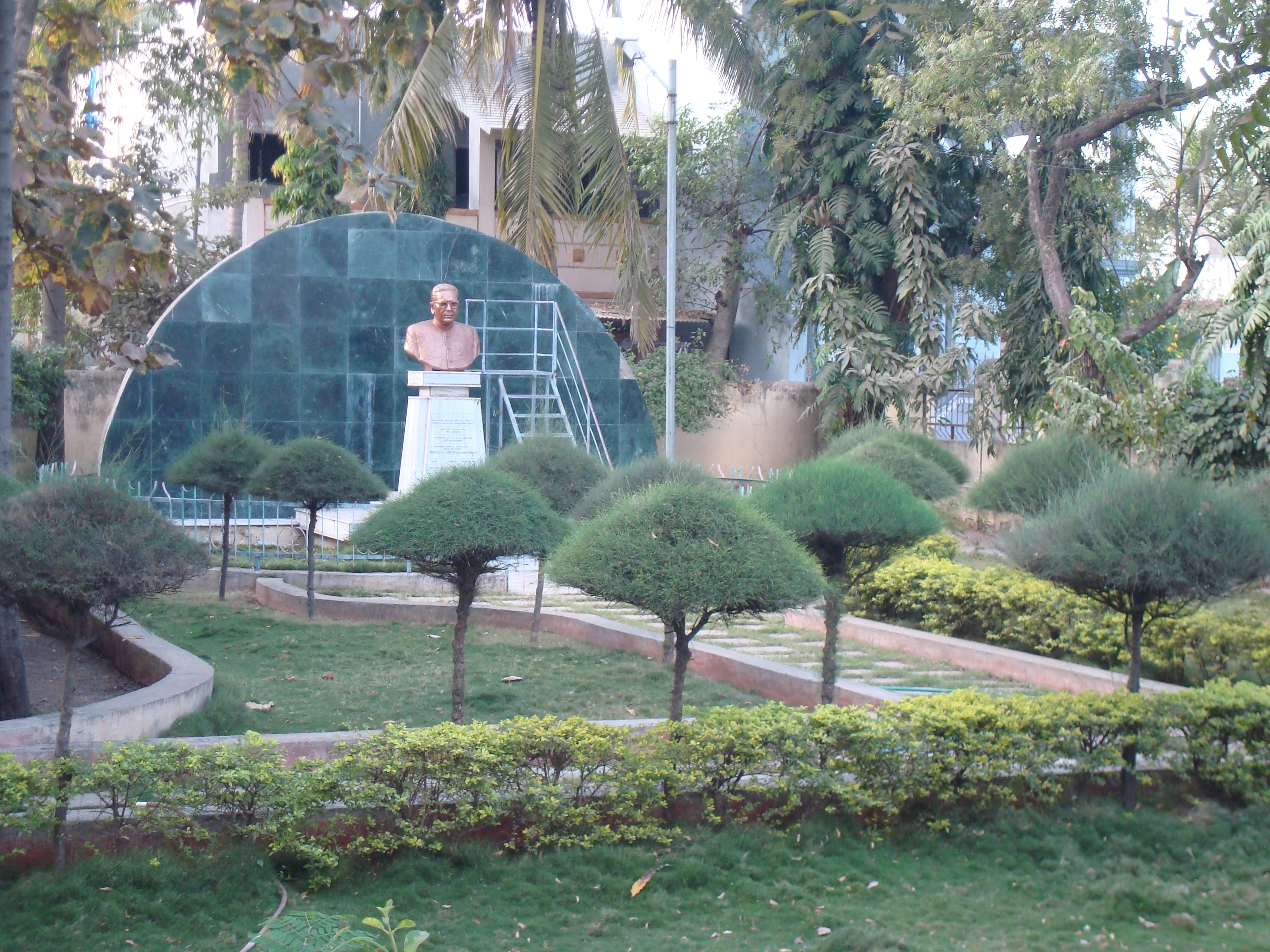
Piccolo giardino pubblico con erma
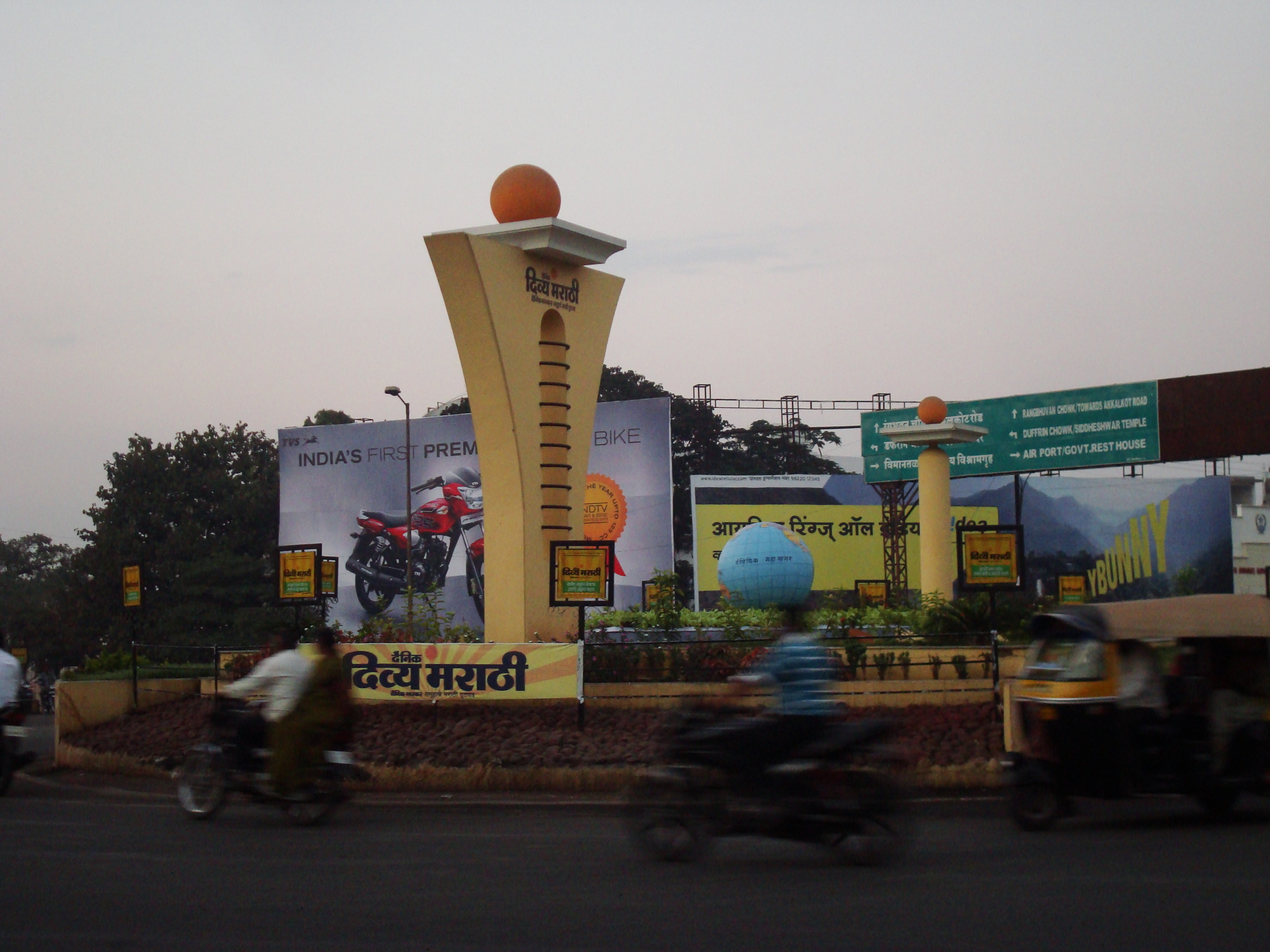
Piazza Saat Rasta (piazza delle Sette Strade, dal numero di vie che vi si incrociano)